# Річард Дікс
Річард Дікс (англ. Richard Dix, справжнє ім'я — Ернст Карлтон Бріммер; 18 липня 1893, Сент-Пол — 20 вересня 1949, Лос-Анджелес) — американський актор, номінант на премію «Оскар» за найкращу чоловічу роль. Володар іменної зірки на Голлівудській Алеї слави.

## Біографія
Ернст Карлтон Бріммер народився 18 липня 1893 року в Сент-Полі, штат Міннесота. Акторський талант Ернста був помічений в шкільні роки, проте він навчався на хірурга. Закінчив Міннесотський університет і недовгий час працював в компанії Morosco Stock.
Підписавши контракт з кінокомпанією Paramount Pictures, актор придумав собі псевдонім «Річард Дікс», відправившись в Голлівуд, він почав свою кінокар'єру з вестерну «Один з багатьох», де зіграв роль Джеймса Лоуері. Найвідомішими фільмами з участю Річарда Дікса 1920-х років були «Продажні душі» за участю Чарлі Чапліна та історичний фільм Сесіля Б. Де Мілля «Десять заповідей».
В 1932 році за роль Янсі Кравата у вестерні Веслі Рагглза «Сімаррон», Річард Дікс був номінований на премію «Оскар» в категорії «Найкраща чоловіча роль», але програв Лайонелу Беррімору.
12 вересня 1949 року, в поїзді Нью-Йорк-Лос-Анджелес, Річард Дікс переніс серйозний інфаркт міокарда. Через вісім днів актор помер у віці 56 років. Похований у меморіальному парку Форест-Лаун, Глендейл, штат Каліфорнія.
Річард Дікс був двічі одружений:
1. з Вінфред Кой (1931–1933)
2. з Вірджинією Вебстер (1934–1949)

Річард Дікс-молодший, син актора, загинув в автокатастрофі в 1953 році поблизу статистично відокремленої місцевості Пондероса, штат Каліфорнія.
З 1934 року Річард Дікс володів ранчо, побудованим біля Голлівуду. До кінця життя він розводив курчат та індиків, у його володіннях були 36 собак, в основному, англійські і шотландські сетери.

## Вибрана фільмографія

### Німе кіно
| Рік  |   | Українська назва | Оригінальна назва    | Роль          |
| ---- | - | ---------------- | -------------------- | ------------- |
| 1923 | ф | Продажні душі    | Souls for Sale       | Френк Клеймор |
| 1923 | ф | Десять заповідей | The Ten Commandments | Джон МакТевіш |

### Звукове кіно
| Рік  |   | Українська назва         | Оригінальна назва        | Роль                 |
| ---- | - | ------------------------ | ------------------------ | -------------------- |
| 1931 | ф | Сімаррон                 | Cimarron                 | Янси Крават          |
| 1937 | ф | Це трапилося в Голлівуді | It Happened in Hollywood | Тім Барт             |
| 1938 | ф | Небесний велетень        | Sky Giant                | капітан В. Р. Кехілл |
| 1939 | ф | Тут я — Незнайомець      | Here I Am a Stranger     | Дюк Аллен            |